# Cuéntame cómo pasó (Argentina)
Cuéntame cómo pasó es una serie de televisión emitida por la Televisión Pública Argentina que se emitió desde el 21 de agosto al 21 de diciembre de 2017, basada en la serie española homónima. Protagonizada por Nicolás Cabré y Malena Solda. Coprotagonizada por Carola Reyna, Carlos Portaluppi, Ludovico Di Santo, Mónica Scapparone, Esteban Meloni, Paula Kohan, Diego Alonso Gómez, Laura Azcurra y Fabián Mazzei. También, contó con las actuaciones especiales de Franco Masini, Candela Vetrano y los primeros actores Leonor Manso y Osvaldo Santoro. Y la participación de Carlos Santamaría como actor invitado. Por su elevado coste y baja audiencia, Horacio Levin dejó de ser el director ejecutivo del canal en el mismo día que culminó la serie, el productor televisivo estuvo peleando con el jefe de los medios públicos Hernán Lombardi. En 2024, emite las repeticiones por la situación que atraviesa la emisora estatal.

## Sinopsis
La serie intercaló los hechos históricos más trascendentes del país austral con las idas y venidas de una familia afincada en los suburbios de Buenos Aires. La narración mezcló imágenes documentales del archivo histórico del canal con las escenas interpretadas por los actores, entre 1974 y 1983. Los viernes hubo un programa especial en el que se repasaron las escenas más destacadas de la semana y se debatió sobre el contexto histórico en el que se enmarcan.

## Reparto

### Principal
- Nicolás Cabré como Antonio Martínez.
- Malena Solda como Mercedes "Mecha" Pérez Torres de Martínez.
- Candela Vetrano como Inés Martínez Pérez.
- Franco Masini como Antonio "Toni" Martínez Pérez.
- Leonor Manso como Herminia Torres.
- Fabián Mazzei como Miguel Martínez.
- Luca Ciatti como Carlos Martínez Pérez (niño).
- Gonzalo Slipak como Carlos Martínez Pérez (adolescente).
- Carola Reyna como Josefina Ferrari.
- Ludovico Di Santo como Eugenio Guzmán.
- Laura Azcurra como Clara Ruiz.
- Olivia Viggiano como María Pilar Cáceres.
- Malena Sánchez como Marta Parisi.
- Paula Kohan como Malena Acosta.
- Carlos Portaluppi como Alberto.
- Esteban Meloni como Darío.
- Matías Mayer como Ever.
- Diego Alonso Gómez como Leopoldo.
- Osvaldo Santoro como Federico.
- Carlos Santamaría como Pablo.
- Mónica Scapparone como Victoria.
- Flavia Palmiero como Susana.
- Federico Ottone como Jesús.
- Julieta Bartolomé como Juana.
- Romina Moretto como Nieves.
- Manuel Cumelen Marcer como Luis (niño).
- Felipe González Otaño como Luis (adolescente).
- Gonzalo Altamirano como José (niño).
- Leandro Juárez como José (adolescente).

### Participaciones
- Iván Espeche como Olegario Parisi.
- Fabio Di Tomaso como Armando.
- Alejo García Pintos como Néstor.
- Hugo Arana como Pedro.
- Daniel Dibiase como Ernesto Ferrari.
- Irene Almus como Rosa.
- Marcos Cartoy Díaz como Rubén.
- Ian Guinzburg como Nacho.
- Valentina Posleman como Analía.
- Luciana Ulrich como Elena.
- Celeste Manzoli como Virginia.
- Daniela Nirenberg  como Cecilia.
- Adrian Lázare como Hernán.
- Andrea Garrote como Carmen.
- Celeste García Satur como Ana.
- Marcelo D'Andrea como Ángel.
- Florencia Prada como Marita.
- Juan Sebastián Rodríguez como Alex.
- Roxana Berco como Mirta.
- Daniel Alvaredo como Hernández.
- Andrés Zurita como Pastor.
- Néstor Sánchez como Médico.
- Juan Sebastián Cruz
- Bárbara Culotta
- Rosario Jaimes
- Marcelo Gabriel Zygier
- Gustavo Bonfigli
- Julieta Dora
- Carlos Scornik
- Sabrina Zelaschi
- Patricio Ramos
- Diego Cacopardo
- Esteban Presa
- Fernando Rodríguez Dabove
- Alejandro Viola
- Gervasio Usaj
- Agustín Ovati
- Juan Cruz Blasco
- Gabriel Daneri
- Patricio Gonzalo
- Max Accavallo
- Lucas Di Conza
- Lighuen Apes
- Fabián Rendo
- Tomás Daumas
- Luz Palazón
- Viviana Puerta
- Héctor Pazos
- Gaby Ferrero
- Mauricio Macukatín
- Juan Pablo Brianza
- Luis De Almeida
- Ezequiel Frezotti

### Narrador
- Martín Seefeld

## Ficha técnica
- Una Producción De: Televisión Pública Argentina
- Autores: Marisa Grinstein – Liliana Escliar
- Iluminación: Ezequiel Perazzo – Gustavo Nakamura
- Sonido: Mariano Mabras - Octavio Morelli
- Escenografía: Pablo Meireles
- Ambientación: Tomas Garrahan - Paola Giai
- Vestuario: Ana Markarián
- Coloristas: Nicolás Rada – Antonio Marco
- Producción General: Patricia Moser – Gustavo Villamagna
- Asistentes De Dirección: Daniel Mautone – Mariela Osorio
- Post-producción de Sonido: Diego Mustica – Adrián Barnes - Federico Alegre
- Edición y Musicalización: Alejandro Parysow – Santiago Parysow
- Equipo de Producción : Dinka Thorry – Victoria Pérez - Sebastián Pannucci - Ignacio Cari Dechat - Lorena Cruz - Federico Ares Manson - Carlos Durigoni - Ricardo Otonne
- Asesora Artística: Andrea Stivel
- Dirección: Jorge Bechara – Daniel Galimberti

## Debate
Los viernes se emitió el programa que sirvió para hacer un repaso con los momentos más destacados de la semana, y que también contó con invitados para debatir sobre la situación socioeconómica que vivía una familia común en aquellos años.

## Promoción
La primera promo fue lanzado el 26 de julio de 2017. El 14 de agosto de 2017 hizo su presentación en el CCK.

## Acontecimientos
A lo largo de la serie, se han mostrado muchos acontecimientos de la historia de Argentina, tanto políticos como sociales. He aquí algunos:

#### 1974

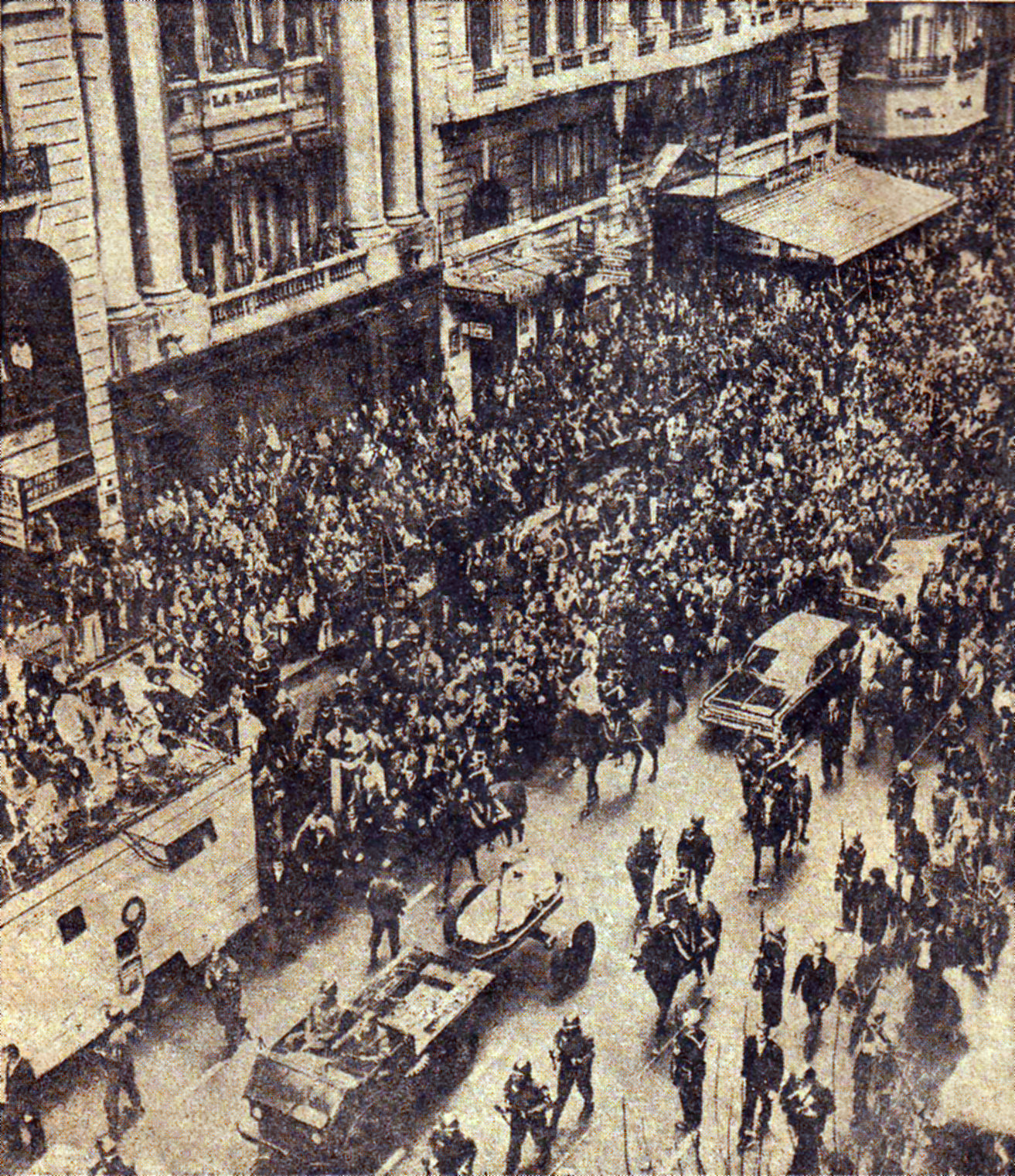
La serie comienza con la muerte del entonces presidente constitucional Juan Perón (1895-1974) el 1° de julio de 1974.

- Muerte de Juan Domingo Perón - (1 de julio)
- Estreno nacional de La Mary - (8 de agosto)
- Triunfo de Víctor Galíndez contra Len Hutchins - (7 de diciembre)

#### 1975
- Operativo Independencia - (7 de febrero)
- Rodrigazo - (4 de junio)

#### 1976

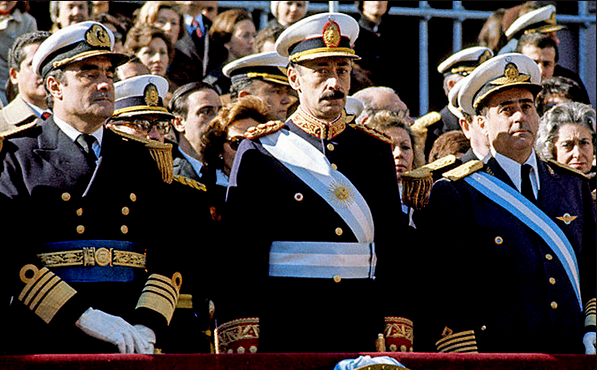
El 24 de marzo de 1976, La junta militar integrada por Videla, Massera y Agosti derrocaron a María Estela Martínez de Perón.

- Golpe de Estado en Argentina - (24 de marzo)
- Asesinato de Ringo Bonavena en Estados Unidos - (22 de mayo)
- Masacre de San Patricio - (4 de julio)
- Debut de Diego Armando Maradona - (20 de octubre)

#### 1977
- Primera marcha de las Madres de Plaza de Mayo - (30 de abril)
- River Plate campeón del Metropolitano 1977 - (13 de noviembre)

#### 1978
- Carlos Reutemann ganó el Gran Premio de Brasil - (29 de enero)
- Mundial de fútbol en Argentina - (del 1 al 25 de junio)
- Muerte de Pablo VI - (6 de agosto)
- Muerte de Juan Pablo I - (28 de septiembre)Mario Kempes celebra el gol que le dio victoria a Argentina en la Copa Mundial de Fútbol de 1978.

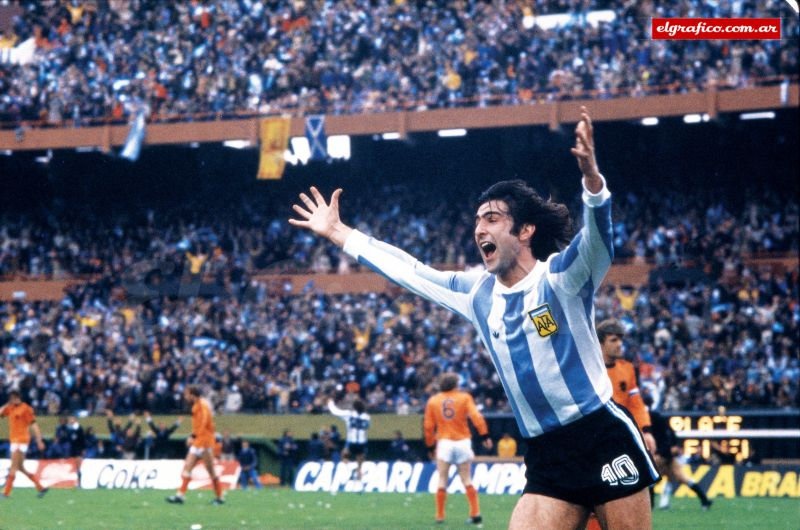
Mario Kempes celebra el gol que le dio victoria a Argentina en la Copa Mundial de Fútbol de 1978.

#### 1979
- Visita de la Comisión Interamericana de Derechos Humanos en Buenos Aires - (6 de septiembre)
- Argentina campeón del Mundial Juvenil de Japón - (7 de septiembre)Argentina vs. Unión Soviética, final de la Copa Mundial de Fútbol Juvenil de 1979.

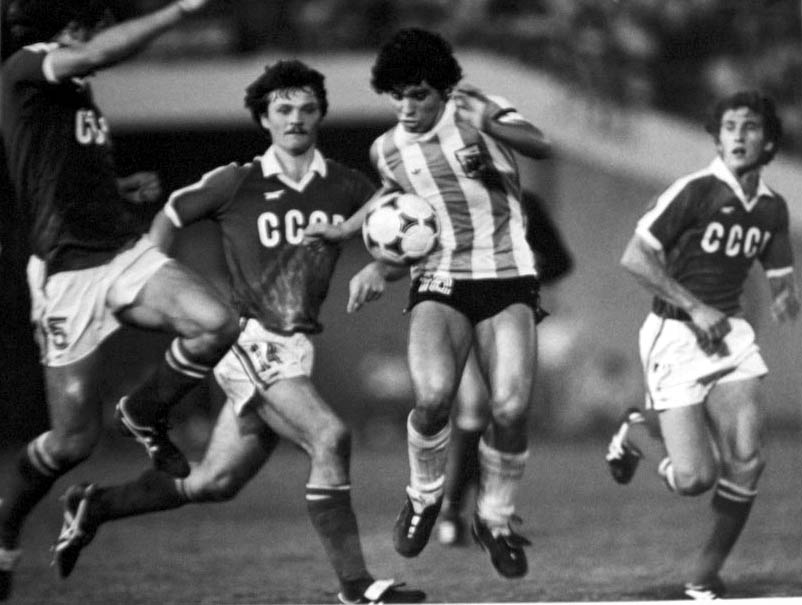
Argentina vs. Unión Soviética, final de la Copa Mundial de Fútbol Juvenil de 1979.

#### 1980
- Inicio de la Televisión en color en Argentina - (1 de mayo)
- Festejos por los 400 años de la fundación de Buenos Aires - (11 de junio)
- Triunfo de Ronald Reagan en las Elecciones presidenciales de Estados Unidos de 1980 - (4 de noviembre)

#### 1981
- Fin de la Crisis de los rehenes en Irán - (20 de enero)
- Intento de Golpe de Estado en España por parte, entre otros, de Antonio Tejero - (23 de febrero)
- Dimisión de Jorge Rafael Videla, sucedido por Roberto Viola - (29 de marzo)
- Muerte de Bob Marley - (11 de mayo)
- Intento de asesinato de Juan Pablo II, perpetrado por Mehmet Ali Ağca - (13 de mayo)
- Asesinato en la Familia Schoklender - (30 de mayo)
- Primeros casos de  sida - (5 de junio)
- Boda de Diana de Gales con Carlos de Gales - (29 de julio)
- Lanzamiento de Peperina de Serú Girán (agosto)
- Muerte de Ricardo Balbín - (9 de septiembre)
- Festival Prima Rock - (20-21 de septiembre)
- Dimisión de Roberto Viola - (11 de diciembre)
- Argentina vs. Estados Unidos, final de la Copa Davis 1981 - (11-13 de diciembre)
- Asunción de Leopoldo Galtieri - (22 de diciembre)

#### 1982

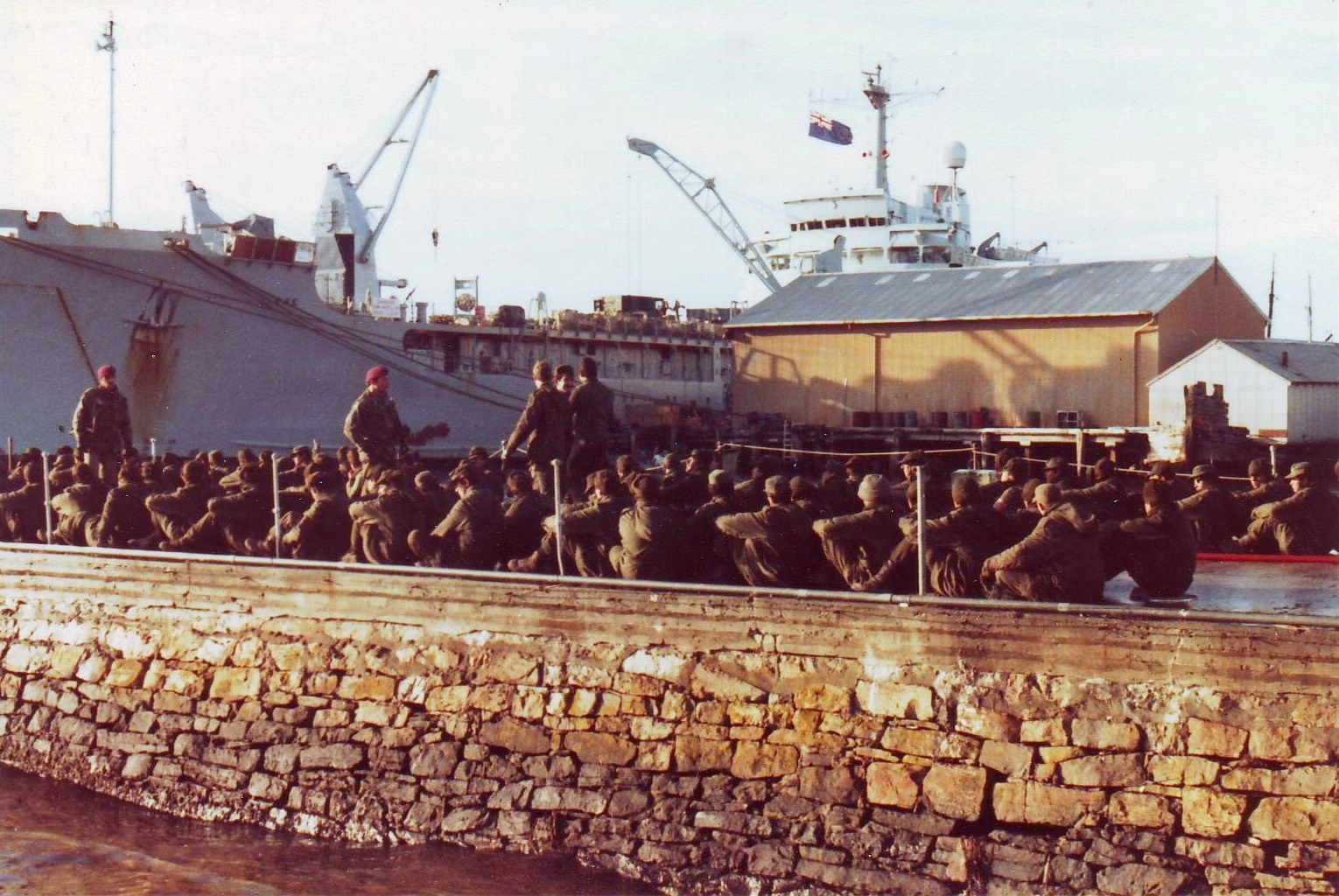
El 2 de abril de 1982 se inicia la Guerra de las Malvinas, duró 74 días. Tras la derrota contra el Reino Unido, Leopoldo Galtieri renunció la presidencia.

- Marcha Paz, Pan y Trabajo, organizado por la CGT - (30 de marzo)
- Guerra de las Malvinas - (2 de abril-14 de junio)
- Emisiones del teletón Las 24 horas de las Malvinas - (8-9 de mayo)
- Visita de Juan Pablo II - (11 de junio)
- Mundial de fútbol en España - (13 de junio-11 de julio)
- Dimisión de Leopoldo Galtieri - (18 de junio)
- Asunción de Reynaldo Bignone - (1 de julio)
- Estreno nacional de Plata dulce - (8 de julio)
- Inundaciones en Chaco  y Formosa - (agosto)
- Muerte de Grace Kelly - (14 de septiembre)
- Marcha por la vida, organizada por Madres de Plaza de Mayo - (5 de octubre)
- Gabriel García Marquez, ganó el Premio Nobel de Literatura - (21 de octubre)
- Triunfo del Partido Socialista Obrero Español en las elecciones generales de España de 1982 - (28 de octubre)
- Lanzamiento de Yendo de la cama al living de Charly García - (28 de octubre)
- Estreno en Argentina de The Wall - (25 de noviembre)
- Estreno de Thriller de Michael Jackson - (30 de noviembre)
- Informe Rattenbach - (2 de diciembre)
- Paro general de la CGT - (6 de diciembre)
- Marcha de la Resistencia - (9 de diciembre)
- Reclamo por la transición a la democracia, organizado por la Multipartidaria - (16 de diciembre)
- Debut de Soda Stereo - (19 de diciembre)
- Estreno en Argentina de E.T., el extraterrestre - (23 de diciembre)

#### 1983
- Llegada del sida en Argentina - (11 de enero)
- Muerte de Arturo Illia - (18 de enero)
- Anuncio de Reynaldo Bignone por las elecciones presidenciales - (28 de febrero)
- Acta del Decreto 2726/83, sobre el esclarecimiento de los desaparecidos - (28 de abril)
- Ley de autoamnistía N.º 22.924 - (23 de septiembre)
- Cierre de Campaña de la UCR y el PJ en el Obelisco - (26-28 de octubre)
- Triunfo de la Unión Cívica Radical en las Elecciones presidenciales de Argentina de 1983 - (30 de octubre)
- Asunción de Raúl Alfonsín - (10 de diciembre)

## Muertes
| Personaje/Actor                  | Causa                      |
| -------------------------------- | -------------------------- |
| Leopoldo (Diego Alonso Gómez)    | Desaparición y Asesinato.  |
| Marta Parisi (Malena Sánchez)    | Asesinato y tortura.       |
| Ernesto Ferrari (Daniel Dibiase) | Accidente automovilístico. |
| Pedro (Hugo Arana)               | Infarto.                   |

## Premios y nominaciones

### Premios Tato
| Año  | Categoría                                | Nominado                                                                     | Resultado |
| ---- | ---------------------------------------- | ---------------------------------------------------------------------------- | --------- |
| 2017 | Ficción diaria-Drama                     | Cuéntame cómo pasó                                                           | Ganadora  |
| 2017 | Mejor Actriz Protagónica-Ficción Diaria  | Malena Solda                                                                 | Nominada  |
| 2017 | Mejor Actor Protagónico-Ficción Diaria   | Nicolás Cabré                                                                | Nominado  |
| 2017 | Mejor Actriz de reparto                  | Leonor Manso                                                                 | Ganadora  |
| 2017 | Mejor Actor de reparto                   | Osvaldo Santoro                                                              | Nominado  |
| 2017 | Mejor Guion Original de Ficción          | Liliana Escliar-Marisa Grinstein                                             | Nominadas |
| 2017 | Mejor Dirección de Arte en Ficción       | Ezequiel Perazzo-Gustavo Nakamura                                            | Ganadores |
| 2017 | Mejor Vestuario en Ficción               | Ana Markarián                                                                | Nominada  |
| 2017 | Mejor Dirección de Fotografía en Ficción | Ezequiel Perazzo-Gustavo Nakamura                                            | Nominados |
| 2017 | Mejor Edición en Ficción                 | Santiago Parysow-Alejandro Parysow-Alejandro Alem-Nicolás Rada-Diego Mustica | Nominados |
| 2017 | Mejor Dirección en Ficción               | Jorge Bechara-Daniel Galimberti                                              | Nominados |

### Premios Martín Fierro
| Año  | Categoría                            | Nominado                        | Resultado |
| ---- | ------------------------------------ | ------------------------------- | --------- |
| 2018 | Ficción diaria                       | Cuéntame cómo pasó              | Nominada  |
| 2018 | Actor Protagonista de Ficción Diaria | Nicolás Cabré                   | Nominado  |
| 2018 | Director                             | Jorge Bechara-Daniel Galimberti | Nominados |
| 2018 | Cortina Musical                      | "Los sueños del ayer"           | Ganadora  |

### Premios Fund TV
| Año  | Categoría      | Resultado |
| ---- | -------------- | --------- |
| 2018 | Ficción diaria | Ganadora  |